# Kirkland (Waszyngton)

hrabstwo King

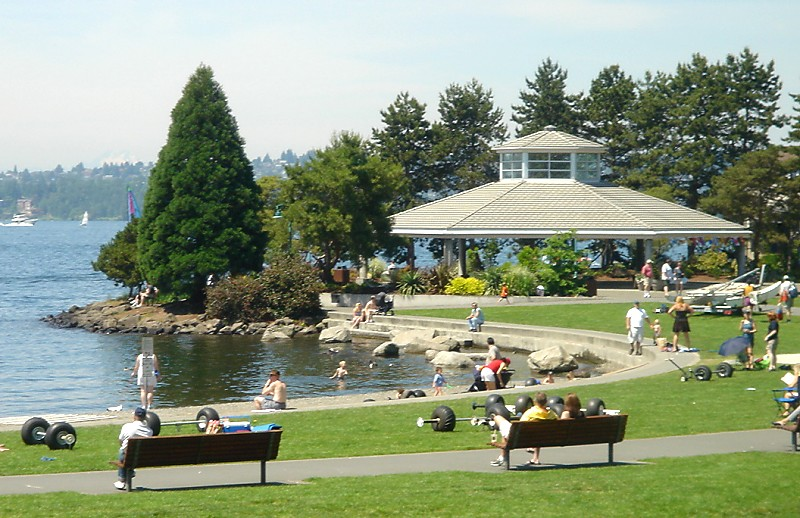
park w Kirkland

Kirkland – amerykańskie miasto w stanie Waszyngton w hrabstwie King, liczące ok. 46 tys. mieszkańców. Miejscowość leży praktycznie na przedmieściach Seattle, nad jeziorem Washington.